# Fragnes-La Loyère
Fragnes-La Loyère é uma comuna francesa na região administrativa da Borgonha-Franco-Condado, no departamento de Saône-et-Loire. Estende-se por uma área de 9.63 km². Em 2010 a comuna tinha 1 541 habitantes (densidade: 160 hab./km²).
Foi criada em 1 de janeiro de 2016, a partir da fusão das antigas comunas de Fragnes e La Loyère.